# Caliópio (retor)
Caliópio (em latim: Calliopius) foi um retor romano do século IV, ativo em Antioquia. Foi pupilo e então professor subordinado na escola do sofista Libânio em Antioquia. Ele faleceu em 392.